# No Sleeep
"No Sleeep" é uma canção da cantora norte-americana Janet Jackson, gravada para o seu décimo primeiro álbum de estúdio Unbreakable. Foi composta e produzida pela própria intérprete em conjunto com Jimmy Jam e Terry Lewis. O seu lançamento ocorreu a 22 de junho de 2015 através da editora da cantora, Rhythm Nation Records, e BMG, depois de ser anunciada no sítio oficial da artista em conjunto com o início de venda dos bilhetes para a digressão Unbreakable World Tour.

## Desempenho nas tabelas musicais

### Posições
| Tabela musical (2015)                          | Melhor posição |
| ---------------------------------------------- | -------------- |
| Estados Unidos - Billboard Hot 100             | 63             |
| Estados Unidos - Billboard R&B/Hip-Hop Songs   | 18             |
| Estados Unidos (Adult R&B Airplay) (Billboard) | 1              |
| Reino Unido - UK Download Chart                | 97             |

## Histórico de lançamento
| País           | Data                | Formato          | Editora discográfica |
| -------------- | ------------------- | ---------------- | -------------------- |
| Brasil         | 22 de junho de 2015 | Descarga digital | Rhythm Nation, BMG   |
| Estados Unidos | 22 de junho de 2015 | Descarga digital | Rhythm Nation, BMG   |
| Portugal       | 23 de junho de 2015 | Descarga digital | Rhythm Nation, BMG   |